# Sinia macedonica
Sinia macedonica är en fjärilsart som beskrevs av Schulte 1958. Sinia macedonica ingår i släktet Sinia och familjen juvelvingar. Inga underarter finns listade i Catalogue of Life.